# 粉末冶金技能士
粉末冶金技能士（ふんまつやきんぎのうし）とは、国家資格である技能検定制度の一種で、都道府県知事（問題作成等は中央職業能力開発協会、試験の実施等は都道府県職業能力開発協会）が実施する、粉末冶金に関する学科及び実技試験に合格した者をいう。
なお職業能力開発促進法により、粉末冶金技能士資格を持っていないものが粉末冶金技能士と称することは禁じられている。
粉末冶金技能士は、職業訓練指導員 (鋳造科)の実技試験免除資格になっている。

## 区分
粉末冶金の中で成形・再圧縮作業、焼結作業に分かれる。

## 級別
成形・再圧縮作業、焼結作業ともに1級、2級の別がある。

## 実技作業試験内容

### 粉末冶金(成形・再圧縮作業)
- 1級
  - 作業試験：ツールセットの組立て、試験片の寸法測定及び硬さ測定を行う。試験時間＝1時間27分
  - ペーパーテスト：原料粉、成形機、欠陥の原因と対策、工程分析等について行う。試験時間＝1時間
- 2級
  - 作業試験：ツールセットの組立て又はカムプレスの金型の取外し・取付けのうち受検者があらかじめ選択したもの一つ及び試験片の寸法測定及び硬さ測定を行う。試験時間＝1時間50分
  - ペーパーテスト：原料粉、成形機、欠陥の原因と対策等について行う。試験時間＝1時間

### 粉末冶金(焼結作業)
- 1級
- 2級